# Julius Scriba

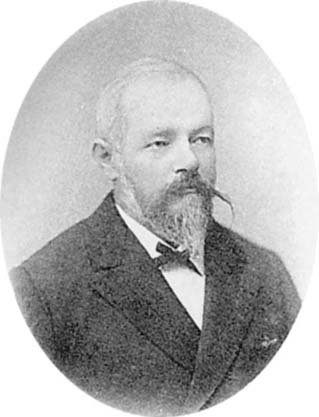
Julius Scriba

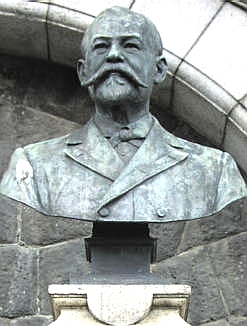
Büste von Julius Scriba an der Universität Tokio

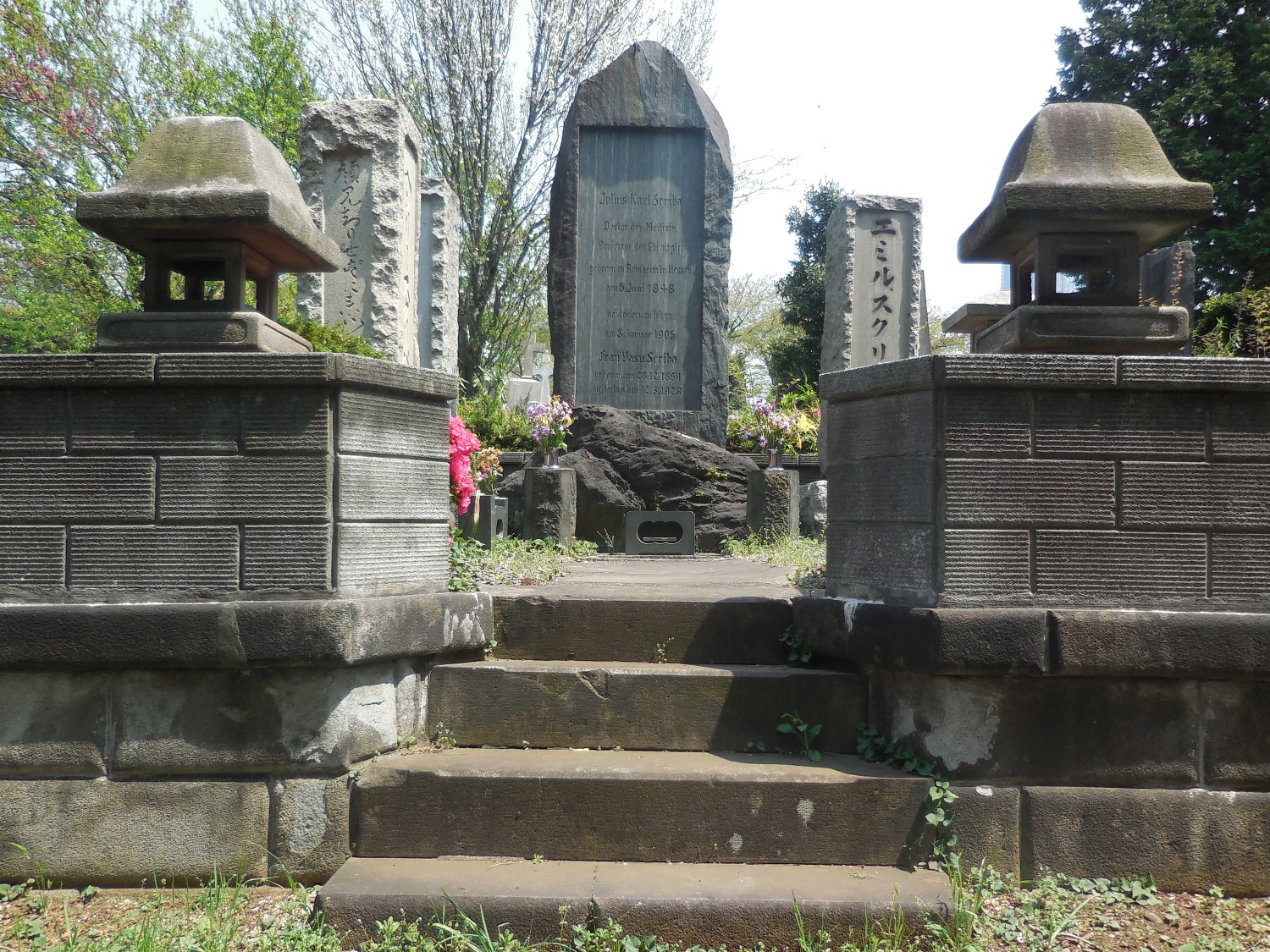
Grabanlage der Familie Scriba (Friedhof Aoyama)

Julius Karl Scriba (* 5. Juni 1848 in Reinheim, Deutschland; † 3. Januar 1905 in Tokio, Japan) war ein deutscher Chirurg. Er wirkte ab 1881 als Professor an der Universität Tokio sowie als medizinischer Berater der japanischen Regierung während der Meiji-Zeit. Zusammen mit dem Internisten Erwin Bälz gilt er als Mitbegründer der modernen Medizin in Japan, wo er durch sein Wirken insbesondere zur Entwicklung der Chirurgie und der Krankenpflege beitrug.

## Leben
Julius Scriba wurde 1848 in Reinheim bei Darmstadt geboren und wollte zunächst wie sein Vater Apotheker werden, studierte dann jedoch Medizin. Er unterbrach sein Studium, um als Einjährig-Freiwilliger und Hilfsarzt am Deutsch-Französischen Krieg 1870/1871 teilzunehmen, und promovierte drei Jahre nach Ende des Krieges an der Universität Heidelberg mit einer Arbeit über Unterleibsgeschwulste. Anschließend war er, zeitweise unter Vincenz Czerny, als Assistenzarzt und nach seiner Habilitation im Jahr 1879 über die Fettembolie als Dozent für Chirurgie an der Universität Freiburg tätig. Zu seinen Lehrern in Freiburg gehörte Hermann Maas. Wichtige Beiträge leistete Scriba insbesondere in den Bereichen Nieren- und Magenchirurgie. Darüber hinaus war er an Botanik interessiert und veröffentlichte Werke über die Pflanzenwelt des Großherzogtums Hessen.
1881 wurde er als Nachfolger von Emil August Wilhelm Schultze als ausländischer Experte (o-yatoi gaikokujin) nach Japan geholt. Dort wirkte er ab dem 6. Juni 1881 als Professor für Chirurgie an der Universität Tokio und Leiter der chirurgischen Abteilung des Universitätshospitals. Zusammen mit dem Internisten Erwin Bälz zählte er damit zu den ersten Medizinprofessoren an der vier Jahre zuvor gegründeten Universität. Neben Chirurgie unterrichtete er auch Dermatologie, Augenheilkunde und Gynäkologie. Viele seiner Schüler wurden später in Japan in ranghohe Positionen an Krankenhäusern und Universitäten berufen. 1885 beschrieb er als erster die endemische Form der bakteriellen Infektionskrankheit Pyomyositis in den Tropen.
Nachdem sein Vertrag am 5. Juni 1887 ausgelaufen war, kehrte er zunächst nach Deutschland zurück, wirkte anschließend aber erneut vom 2. September 1889 bis zum 10. September 1901 an der Universität Tokio. Während des großen Erdbebens von 1891 richtete Julius Scriba in Tokio und Kyōto mehrere Notkrankenhäuser und Verpflegungsstätten für die Erdbebenopfer ein. Zwischen 1901 und 1905 war er Chefchirurg am St. Lucas Hospital, einem amerikanischen Missionskrankenhaus in Tokio. Während seines insgesamt 25-jährigen Wirkens in Japan führte er darüber hinaus Krankenpflegeunterricht nach deutschem Vorbild ein und gründete in Tokio eine Schwesternschule.
Neben seinem akademischen Wirken nahm die japanische Regierung seine Hilfe bei zwei diplomatischen Zwischenfällen in Anspruch. Als der spätere russische Zar Nikolaus II. am 11. Mai 1891 während eines Besuchs in Japan bei einem als Ōtsu-Zwischenfall bezeichneten Attentat von einem japanischen Polizisten mit einem Schwert angegriffen und verletzt wurde, kam Scriba die Aufgabe zu, Nikolaus II. zu untersuchen und zu behandeln. Auch beim Attentat am 24. März 1895 auf den chinesischen Gesandten Li Hongzhang während der Friedensverhandlungen von Shimonoseki, die zum Ende des Ersten Japanisch-Chinesischen Krieges führten, oblag es Scriba, den Verwundeten zu versorgen.
Ab 1893 war er kaiserlicher Gesandtschaftsarzt bei der deutschen Gesandtschaft in Tokio, im gleichen Jahr wurde er von Ernst Ludwig, Großherzog von Hessen zum Professor ernannt. Darüber hinaus war er das erste Ehrenmitglied der Japanischen Gesellschaft für Chirurgie und Ehrenprofessor der Universität Tokio. Unmittelbar vor seinem Tod wurde ihm vom Kaiser von Japan das Großkreuz des Ordens des Heiligen Schatzes verliehen. Er war mit einer Japanerin verheiratet und starb 1905 im Alter von 56 Jahren in Tokio an einem Abszess in der Lunge. Sein Grab befindet sich in der für Ausländer reservierten Abteilung des Aoyama-Friedhofs in Tokio. Der 1891 in Tokio geborene Sohn von Julius Scriba, der in Deutschland eine Ausbildung zum Offizier absolvierte, war ab 1920 in Japan als Kaufmann tätig.
Auf dem Campus der Universität Tokio befinden sich bis in die Gegenwart fünf Bronze-Büsten für Julius Scriba, Erwin Bälz sowie drei andere ausländische Experten, die sich als O-yatoi gaikokujin um die Modernisierung der japanischen Gesellschaft und des Bildungssystems des Landes in den Bereichen Ingenieurswesen, Architektur, Chemie und Medizin besonders verdient gemacht haben.

## Schriften (Auswahl)
- Flora der Blüthen- und höheren Sporen-Pflanzen des Grossherzogthums Hessen und der angrenzenden Gebiete  : mit besonderer Berücksichtigung der Flora von Mainz, Bingen, Frankfurt, Heidelberg, Mannheim und Kreuznach / bearbeitet von L. Dosch, Pfarrer und Grossh. Hess. Kreisschulcommissär zu Köngernheim und J. Scriba, Pharmaceut und Studirender der Medicin zu Heidelberg. Darmstadt: H. L. Schlapp, 1873. (Digitalisat)
- Untersuchungen über die Fettembolie. Leipzig 1879 (Habilitationsschrift).
- Excursions-Flora der Blüthen- und höheren Sporenpflanzen, mit besonderer Berücksichtigung des Grossherzogtums Hessen und der angrenzenden Gebiete. Gießen 1888.